# Arrondissement Évry
Das Arrondissement Évry ist eine Verwaltungseinheit des französischen Départements Essonne innerhalb der Region Île-de-France. Verwaltungssitz (Unterpräfektur) ist Évry.

## Kantone
Das Arrondissement untergliedert sich in 10 Kantone:
- Corbeil-Essonnes
- Draveil
- Épinay-sous-Sénart
- Évry
- Mennecy (mit 21 von 28 Gemeinden)
- Ris-Orangis (mit 5 von 6 Gemeinden)
- Sainte-Geneviève-des-Bois (mit 1 von 4 Gemeinden)
- Vigneux-sur-Seine
- Viry-Châtillon
- Yerres (mit 7 von 28 Gemeinden)

## Gemeinden
Die Gemeinden des Arrondissements Évry sind:
| 1. Auvernaux (91037)                 | 2. Ballancourt-sur-Essonne (91045) | 3. Boigneville (91069)                | 4. Bondoufle (91086)               |
| 5. Boussy-Saint-Antoine (91097)      | 6. Brunoy (91114)                  | 7. Buno-Bonnevaux (91121)             | 8. Champcueil (91135)              |
| 9. Chevannes (91159)                 | 10. Corbeil-Essonnes (91174)       | 11. Le Coudray-Montceaux (91179)      | 12. Courances (91180)              |
| 13. Courdimanche-sur-Essonne (91184) | 14. Crosne (91191)                 | 15. Dannemois (91195)                 | 16. Draveil (91201)                |
| 17. Écharcon (91204)                 | 18. Épinay-sous-Sénart (91215)     | 19. Étiolles (91225)                  | 20. Évry-Courcouronnes (91228)     |
| 21. Fleury-Mérogis (91235)           | 22. Fontenay-le-Vicomte (91244)    | 23. Gironville-sur-Essonne (91273)    | 24. Grigny (91286)                 |
| 25. Lisses (91340)                   | 27. Maisse (91359)                 | 27. Mennecy (91386)                   | 28. Milly-la-Forêt (91405)         |
| 29. Moigny-sur-École (91408)         | 30. Montgeron (91421)              | 31. Morsang-sur-Orge (91434)          | 32. Morsang-sur-Seine (91435)      |
| 33. Nainville-les-Roches (91441)     | 34. Oncy-sur-École (91463)         | 35. Ormoy (91468)                     | 36. Prunay-sur-Essonne (91507)     |
| 37. Quincy-sous-Sénart (91514)       | 38. Ris-Orangis (91521)            | 39. Saint-Germain-lès-Corbeil (91553) | 40. Saint-Pierre-du-Perray (91573) |
| 41. Saintry-sur-Seine (91577)        | 42. Soisy-sur-École (91599)        | 43. Soisy-sur-Seine (91600)           | 44. Tigery (91617)                 |
| 45. Varennes-Jarcy (91631)           | 46. Vert-le-Grand (91648)          | 47. Vert-le-Petit (91649)             | 48. Vigneux-sur-Seine (91657)      |
| 49. Villabé (91659)                  | 50. Viry-Châtillon (91687)         | 51. Yerres (91691)                    |                                    |

## Ehemalige Gemeinden seit der landesweiten Neuordnung der Kantone
bis 2018: Évry, Courcouronnes